# Adlène Boutnaf
Adlène Boutnaf (sinh ngày 23 tháng 2 năm 1984 ở Hussein Dey, Algiers) là một cầu thủ bóng đá người Algérie. Hiện tại anh thi đấu ở vị trí hậu vệ cho câu lạc bộ tại Giải bóng đá hạng nhì quốc gia Algérie Olympique de Médéa.

## Thống kê
| Thành tích câu lạc bộ | Thành tích câu lạc bộ | Thành tích câu lạc bộ | Giải vô địch | Giải vô địch | Cúp                 | Cúp                 | Châu lục      | Châu lục      | Tổng    | Tổng      |
| --------------------- | --------------------- | --------------------- | ------------ | ------------ | ------------------- | ------------------- | ------------- | ------------- | ------- | --------- |
| Mùa giải              | Câu lạc bộ            | Giải vô địch          | Số trận      | Bàn thắng    | Số trận             | Bàn thắng           | Số trận       | Bàn thắng     | Số trận | Bàn thắng |
| Algérie               | Algérie               | Algérie               | Giải vô địch | Giải vô địch | Cúp bóng đá Algérie | Cúp bóng đá Algérie | Cúp Liên đoàn | Cúp Liên đoàn | Tổng    | Tổng      |
| 2010-11               | AS Khroub             | Ligue 1               | 19           | 3            | 1                   | 0                   | -             | -             | 20      | 3         |
| 2011–12               | Olympique de Médéa    | Ligue 2               | 22           | 0            | 3                   | 0                   | -             | -             | 25      | 0         |
| Tổng                  | Algérie               | Algérie               | -            | -            | -                   | -                   | -             | -             | -       | -         |
| Tổng cộng sự nghiệp   | Tổng cộng sự nghiệp   | Tổng cộng sự nghiệp   | -            | -            | -                   | -                   | -             | -             | -       | -         |